# Manuela Malasaña (metropolitana di Madrid)
Manuela Malasaña è una stazione della linea 12 della metropolitana di Madrid. Si trova sotto alla Calle Desarrollo, nel comune di Móstoles.

## Storia
La stazione è stata inaugurata l'11 aprile 2003, nell'ambito del progetto di ampliamento che comprende Metrosur. La stazione, a differenza del resto delle altre stazioni della linea, è stata costruita a cielo aperto, poiché quando i lavori sono stati eseguiti non c'erano molti edifici nell'area che hanno impedito questa forma di costruzione.
A seguito di lavori, nel 2015, la stazione rimase chiusa. La ragione di questi lavori è stata la sostituzione delle rotaie e della massicciata. I miglioramenti, che hanno avuto un costo di 12,5 milione di euro, hanno permesso ai treni di circolare a più di 70 chilometri all'ora rispetto ai 30 chilometri con cui circolavano prima dei lavori.

## Interscambi
4